# جورجي بتروف (لاعب هوكي الجليد)
جورجي بتروف هو لاعب هوكي الجليد كازاخستاني، ولد في 19 أغسطس 1988 في أوسكمان في كازاخستان.

## وصلات خارجية
- جورجي بتروف على موقع EliteProspects.com (الإنجليزية)